# Église Saint-Martin de Trémouille
L'église Saint-Martin est une église catholique située à Trémouille, en France.

## Localisation
L'église Saint-Martin est située dans le département français du Cantal, dans le petit village de Trémouille.

## Historique
L'édifice est classé au titre des monuments historiques le 30 décembre 1980.

## Galerie de photos

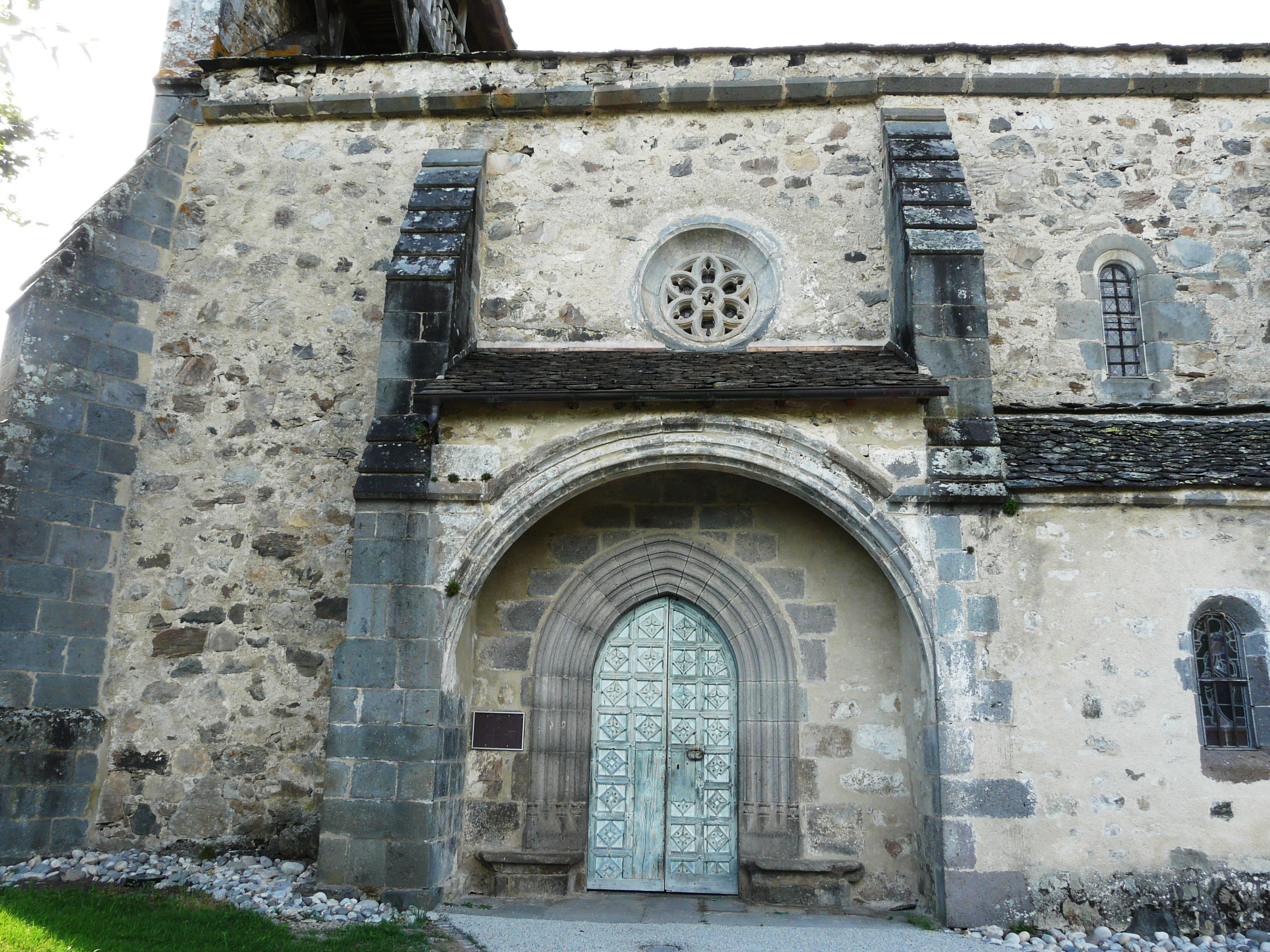
Le portail.
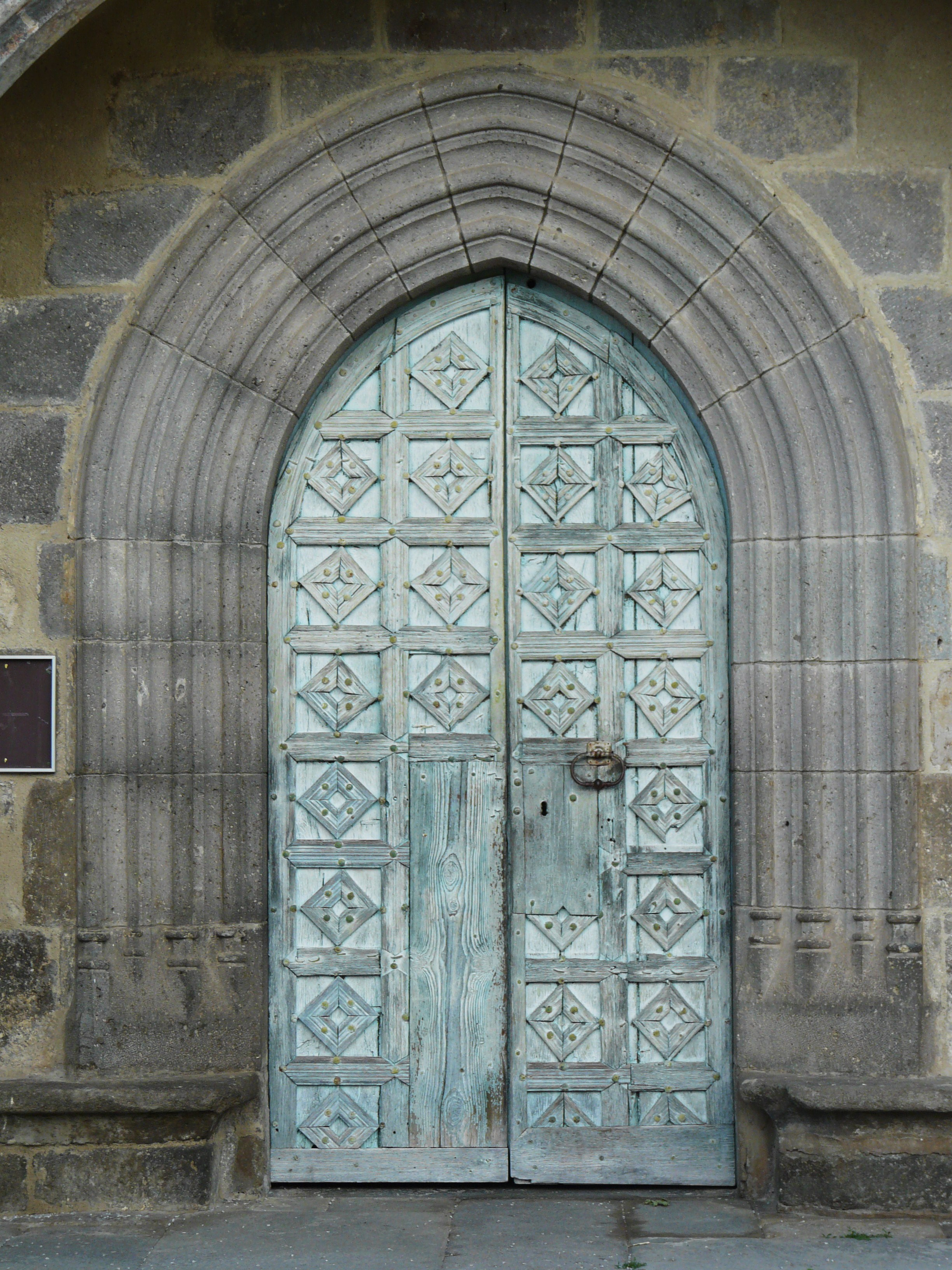
Les vantaux du portail.